# Championnat d'Oman de football 2018-2019
Navigation
Saison précédente Saison suivante
La saison 2018-2019 du Championnat d'Oman de football est la quarante-troisième édition de la première division au sultanat d'Oman, l'Oman League. Elle rassemble les quatorze meilleurs clubs du pays au sein d'une poule unique où ils s'affrontent à deux reprises, à domicile et à l'extérieur. En fin de saison, les trois derniers du classement sont relégués et remplacés par les trois meilleurs clubs de deuxième division.
Dhofar Club remporte le championnat et son onzième titre de champion en étant invaincu tout le long de la saison.

## Les clubs participants
- Al-Suwaiq Club
- Sohar Club
- Dhofar Club
- Majees SC - Promu de D2
- Al-Shabab Seeb
- Oman Club
- Saham Club
- Al-Rustaq - Promu de D2
- Mascate Club
- Al Oruba Sur
- Al Nasr Salalah
- Mirbat SC
- Al Nahda Club
- Sur Club - Promu de D2

## Compétition
Le barème de points servant à établir le classement se décompose ainsi :
- Victoire : 3 points
- Match nul : 1 point
- Défaite : 0 point

### Classement
| Rang | Équipe          | Pts | J  | G  | N  | P  | Bp | Bc | Diff |
| ---- | --------------- | --- | -- | -- | -- | -- | -- | -- | ---- |
| 1    | Dhofar Club     | 66  | 26 | 20 | 6  | 0  | 57 | 11 | +46  |
| 2    | Al Nasr Salalah | 50  | 26 | 14 | 8  | 4  | 40 | 23 | +17  |
| 3    | Al Nahda Club   | 43  | 26 | 12 | 7  | 7  | 33 | 26 | +7   |
| 4    | Al-Suwaiq ClubT | 41  | 26 | 10 | 11 | 5  | 38 | 28 | +10  |
| 5    | Al-Rustaq P     | 40  | 26 | 11 | 7  | 8  | 30 | 23 | +7   |
| 6    | Saham Club      | 38  | 26 | 11 | 5  | 10 | 35 | 39 | -4   |
| 7    | Sohar Club      | 37  | 26 | 10 | 7  | 9  | 37 | 34 | +3   |
| 8    | Al Oruba Sur    | 36  | 26 | 8  | 12 | 6  | 33 | 24 | +9   |
| 9    | Mascate Club    | 30  | 26 | 8  | 6  | 12 | 31 | 36 | -5   |
| 10   | Mirbat SC       | 30  | 26 | 8  | 6  | 12 | 25 | 35 | -10  |
| 11   | Oman Club       | 27  | 26 | 8  | 3  | 15 | 28 | 45 | -17  |
| 12   | Al-Shabab Seeb  | 24  | 26 | 7  | 3  | 16 | 29 | 45 | -16  |
| 13   | Sur Club P C    | 20  | 26 | 4  | 8  | 14 | 26 | 48 | -22  |
| 14   | Majees SC P     | 17  | 26 | 4  | 5  | 17 | 15 | 42 | -27  |

|  | Qualification pour la Coupe de l'AFC 2020                            |
|  | Relégation directe en deuxième division                              |
|  | T : Tenant du titre C : Vainqueur de la Coupe d'Oman P : Promu de D2 |

- source goalzz.com
- Sur Club est qualifié pour le tour préliminaire de la Coupe de l'AFC 2020 en tant que vainqueur de la Coupe d'Oman.

## Bilan de la saison
| Championnat d'Oman de football 2018-2019                        |                         |
| Champion                                                        | Dhofar Club (11e titre) |
| Coupes et trophées                                              |                         |
| Vainqueur de la Coupe d'Oman 2018-2019                          | Sur Club                |
| Qualifications continentales                                    |                         |
| Coupe de l'AFC 2020                                             | Dhofar Club             |
| Coupe de l'AFC 2020 (tour préliminaire)                         | Sur Club                |
| Promotions et relégations                                       |                         |
| Promus en Oman League                                           | Seeb Club               |
| Relégués en Championnat d'Oman de football de deuxième division | Al-Shabab Seeb          |
| Relégués en Championnat d'Oman de football de deuxième division | Sur Club                |
| Relégués en Championnat d'Oman de football de deuxième division | Majees SC               |